# لي غي
لي غي (بالصينية: 李舸) هو لاعب جمباز فني صيني، ولد في 12 أبريل 1969 في زيجونج في الصين.

## وصلات خارجية
- لي غي على موقع أوليمبيديا (الإنجليزية)
- لي غي على موقع اللجنة الأولمبية الصينية (الإنجليزية)